# Conioscinella mongolica
Conioscinella mongolica är en tvåvingeart som beskrevs av Nartshuk 1971. Conioscinella mongolica ingår i släktet Conioscinella och familjen fritflugor. Inga underarter finns listade i Catalogue of Life.